# Rezerwat przyrody Dibbin
Rezerwat przyrody Dibbin (arab. ‏محمية دبِّين‎, Maḥmiyyat Dibbīn) – rezerwat położony w północnej Jordanii, w muhafazie Dżarasz. Rezerwat został utworzony w 2004 roku. Zarządzany jest przez Królewskie Towarzystwo Ochrony Przyrody.

## Charakterystyka

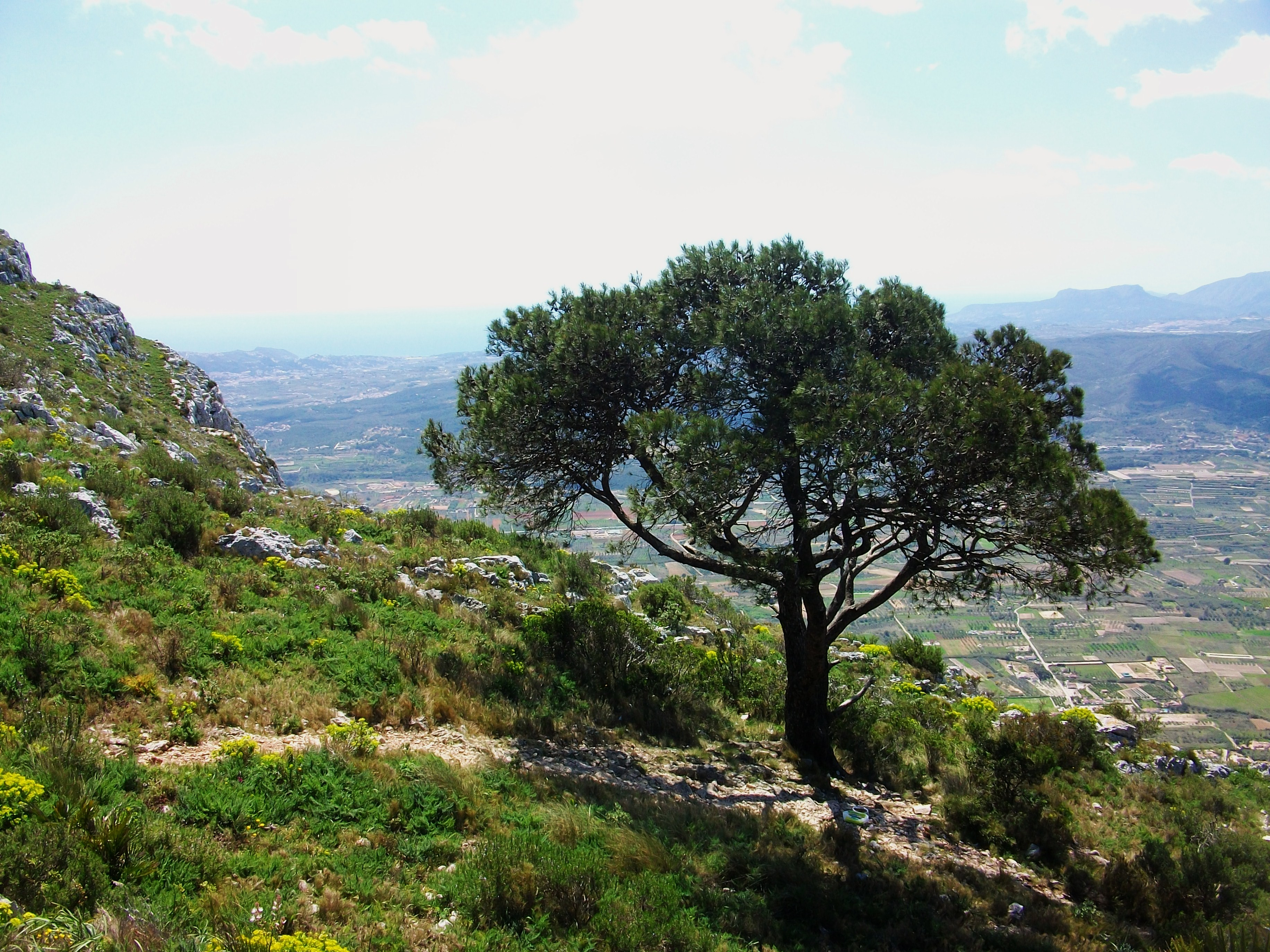
Sosna alepska

Rezerwat zajmuje obszar 8,5 km². Położony jest na stromych zboczach wapiennych i kredowo-wapiennych. Porasta go las sosnowo-dębowy (sosna alepska, dąb skalny), w wyższych partiach wzniesień dąb staje się gatunkiem dominującym, występują tam także nieliczne okazy Quercus infectoria. Inne drzewa występujące w lesie to m.in. chruścina szkarłatna (Arbutus andrachne), pistacja palestyńska (Pistacia palaestina) i oliwka europejska (Olea europea). Obszar rezerwatu stanowi południowo-wschodnią granicę występowania sosny alepskiej oraz najsuchsze miejsce, w którym rośnie ona naturalnie. Las Dibbin jest siedliskiem co najmniej 17 gatunków zagrożonych wyginięciem, m.in. wiewiórki perskiej (Sciurus anonamalus).